# Neanisentomon guicum
Neanisentomon guicum är en urinsektsart som beskrevs av Zhang och Yin 1984. Neanisentomon guicum ingår i släktet Neanisentomon och familjen trakétrevfotingar. Inga underarter finns listade i Catalogue of Life.